# De jacobsladder
De jacobsladder is een roman van de Nederlandse schrijver Maarten 't Hart. Het boek kwam in 1986 uit bij de uitgeverij De Arbeiderspers.

## Verhaal
Wanneer Adriaan Vroklage 's avonds te laat terugkeert van een tocht naar het eiland Rozenburg, is er een dorpsgenoot verongelukt in de haven. Iedereen denkt dat Adriaan is omgekomen. Het is het begin van een tienjarig lijden als gevolg van een schuldcomplex.
De elfjarige Adriaan bezocht op die woensdagmiddag eenmalig het eiland Rozenburg om eieren en boter te kopen bij zijn tante. Bij de veerpont ligt een marineschip en Vroklage verongelukte bijna omdat hij te lang naar het schip bleef kijken. Hij moest een noodsprong maken om de pont nog te halen. Wat wrokkig ziet hij zijn plaatsgenoot Jan Ruygveen bij de haven achterblijven en naar het schip kijken. Adriaan komt aan op Rozenburg. Het eiland is nog landelijk en de natuur is nog niet opgeslokt door het Botlekgebied en Europoort. Adriaan ontmoet zijn nichtje Klaske en brengt een heerlijke middag met haar door op Rozenburg. Bij zijn terugkeer merkt hij de nodige commotie in de haven. Een dorpsgenoot is tussen wal en schip geraakt en verpletterd door de scheepsschroef. Iedereen denkt dat Adriaan is omgekomen, zelfs zijn eigen vader heeft het lichaam te haastig geïdentificeerd aan de hand van een litteken op de knie. Later blijkt dat Jan Ruygveen is verongelukt. Adriaan heeft nu het gevoel dat Jan in zijn plaats is omgekomen. Dit schuldgevoel drukt op hem en zorgt ervoor dat hij blijft zitten. De enige met wie hij een beetje kan praten is zijn grootvader. Het volgend jaar zit hij in de klas met de jongere broer van Jan, Anton. De twee trekken steeds vaker met elkaar op en Adriaan komt nu ook over de vloer bij de familie Ruygveen. Hoewel hij veel vragen heeft over de dood van Jan, merkt hij dat de familie het onderwerp doodzwijgt. In de woonplaats van Adriaan, Maassluis, is veel onenigheid over het geloof. De vader van Anton richt een nieuwe gereformeerde kerk op als er ruzie is over de manier van dopen. Ook Adriaan gaat af en toe naar deze kerk evenals zijn grootvader.
Als Adriaan zestien is zit hij samen met Anton op de LTS. Laatstgenoemde vertelt hem dat hij evenals zijn broer Job seks heeft met hun zus, Hendrikje. De vriendschap tussen Anton en Adriaan komt hierdoor abrupt tot een einde. Jaren later neemt Anton weer contact op met Adriaan. Na een ruzie met haar vader over haar uiterlijk is Hendrikje weggelopen. Omdat Adriaan regelmatig grote stukken fietst vraagt Anton of hij wil kijken of Hendrikje misschien in de Haagse rosse buurt zit. Als Andriaan ontdekt dat dit waar is, pleegt Job zelfmoord. Adriaan gaat na zijn LTS-opleiding werken als universeel slijper en op zijn werk gebeuren kort na elkaar twee ernstige ongelukken. Ook deze ongelukken trekt Adriaan zich aan, zijn schuldgevoel groeit. Als hij wordt opgeroepen voor militaire dienst is dat een bevrijding. Hij komt terecht bij de marine en vaart naar de Nederlandse Antillen, maar ook hier slaat het noodlot toe, een marineofficier pleegt zelfmoord. Op het eiland Saba ervaart Adriaan hetzelfde als op Rozenburg, het gevoel in het paradijs te zijn. Terug in Nederland wil Adriaan met zijn grootvader spreken over de zin van het leven, maar het gesprek stokt. Hij ontmoet toevallig Klaske weer bij een rood stoplicht te Delft en gaat in op haar aanbod om te komen werken in de inrichting voor mentaal gehandicapten waar zijzelf werkt. Met Klaske praat hij over zijn gevoel van schuld ten opzichte van Jan Ruygveen. Klaske probeert hem ervan te overtuigen dat er geen schuld is, maar Adriaan raakt hiervan pas overtuigd als de vader van Jan Ruygveen hem vertelt dat zijn zoon destijds zelfmoord heeft gepleegd.

## Opbouw
Het boek is onderverdeeld in twee delen:
1. Een noodwoning voor God
2. Een markgrond vol roerdompen

## Achtergrond

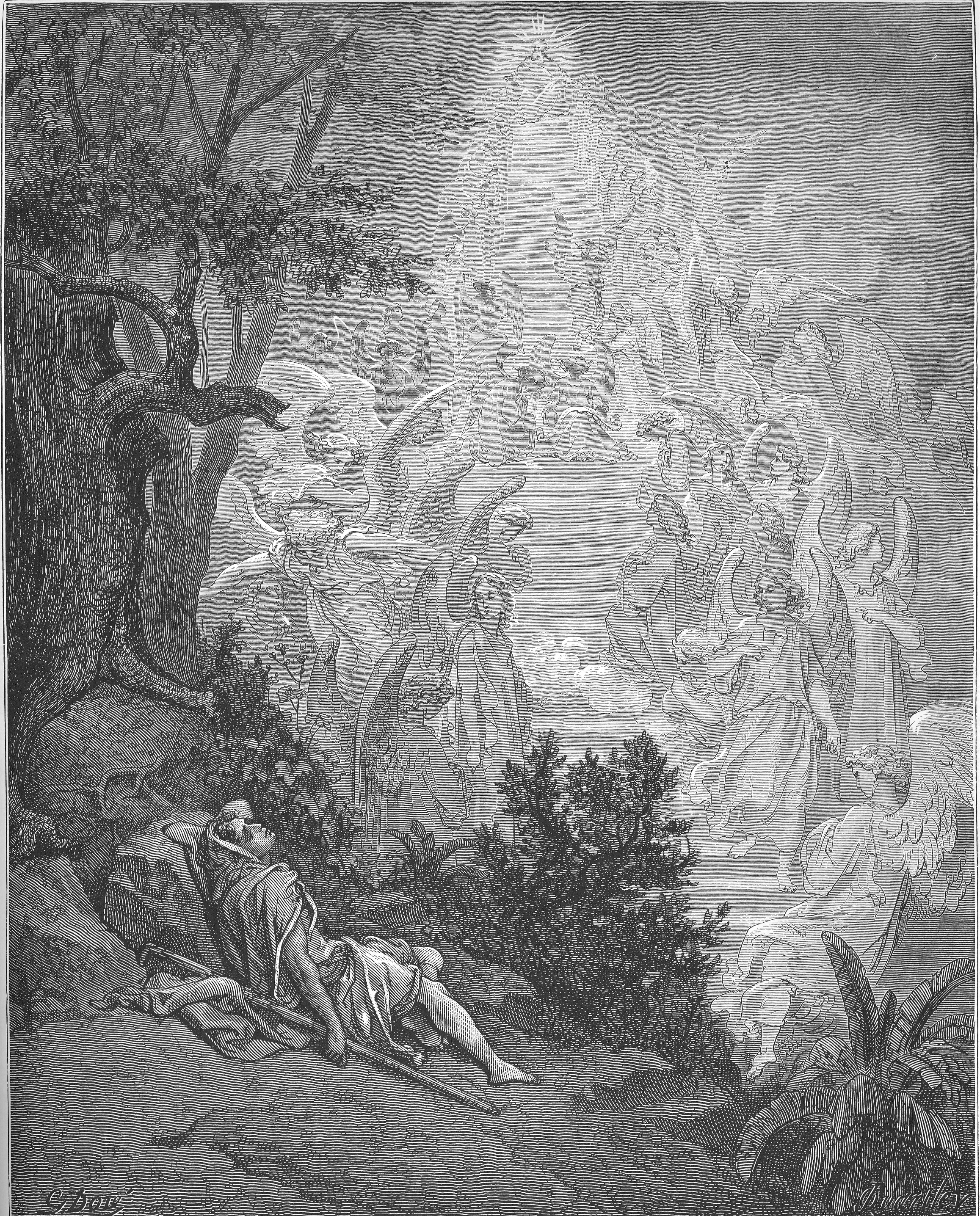
Jacob's droom (Gen. 28:10-15), Gustave Doré, 1866

De titel van de roman verwijst naar de Jakobsladder uit het verhaal in het boek Genesis in de Hebreeuwse Bijbel. Als Jakob wegvlucht van zijn tweelingbroer Esau en onderweg is naar Mesopotamië, valt hij onderweg in slaap. In Genesis 28:12 staat: “En hij droomde; en ziet, een ladder was gesteld op de aarde, welker opperste aan den hemel raakte; en ziet, de engelen Gods klommen daarbij op en neder”. De ladder vormt de verbinding tussen hemel en aarde. God staat bovenaan de ladder en geeft Jacob het land waarop hij ligt te slapen. In het boek heeft Adriaan ook een droom waarin de vader van Jan Ruygveen aan hem verschijnt. De oude man staat boven aan een trap en wenkt hem. Het is de vooraankondiging van het einde van Adriaans worsteling met zijn schuldcomplex. Na zijn bezoek aan Rozenburg en de ontmoeting met Klaske worstelt Adriaan voortdurend met zijn geweten. Pas na zijn terugkeer uit Saba (een ander eiland) wordt hij vergeven. De kust van Saba bestaat uit kliffen waarin maar één opgang is, 'The Ladder'. Na beklimming hiervan is men op het paradijselijke eiland: "Elke dag beklom ik die trap, The Ladder, en zag het ongelofelijke, doodstille groen paradijs aan mijn voeten liggen." Hier is een parallel te trekken met het verhaal van Jacob. Jacob is een deel van een tweeling, hij wordt echter geboren na zijn broer Esau. Esau is degene die als eerstgeborene voorbestemd is zijn vader Isaak op te volgen. Als Jacob op listige wijze dit geboorterecht van Esau aftroggelt, moet hij vluchten naar Mesopotamië. In zijn droom met de Jacobsladder lijkt God Jacob te vergeven en hem het land Kanaän te schenken. Net zoals Adriaan worstelt met zijn geweten, zo worstelt Jacob met een engel of misschien zelfs God om de zegen te krijgen. Na zijn gevecht met de engel vergeeft Esau hem. De Bijbelse ladder krijgt ook een equivalent in de roman, het is de kerktoren van de Nieuwe kerk in Delft waar Adriaan regelmatig naartoe gaat. Een kerktoren is bedoeld als verbinding tussen het Godshuis en de hemel. De worsteling met de engel zorgt ervoor dat Jacob kreupel wordt, ook dit komt terug in de roman. Als Adriaan tijdens een van zijn fietstochten met iemand buiten zijn schuld ruzie krijgt, raakt zijn belager kreupel. Er is nog sprake van een andere worsteling: die met het geloof. Aan het einde van de roman is Adriaans rotsvaste geloofsovertuiging verdwenen.

## Karikatuurvorming
K. Boersma schreef op 14 juli 1989 in De Wekker, het kerkelijk orgaan van de Christelijke Gereformeerde kerken een artikel dat luidde: Gelooft de karikaturen niet! n.a.v. het boek De Jacobsladder.

In De Jacobsladder wordt veel milder geschreven over de diverse gereformeerde soorten dan vroeger. Zelfs komen de "zware" gereformeerden er heel wat beter af dan de "lichten".
Maar ook dan moet nog gezegd worden, dat in deze roman de dingen van Bijbel en Kerk nog vreemd worden voorgesteld. Ik kreeg zin om er voor u iets over te schrijven. Waarom? Omdat we de karikaturen, die er van ons en, wat meer is, van onze God gegeven worden, niet moeten geloven. Omdat we daaraan niet moeten toegeven en er misschien wel tegen gewapend moeten worden.
Ergens in het boek geeft de grootvader een klein college kerkgeschiedenis. Dat ziet er niet eens zo raar uit. Dat de stomme e in de naam van onze kerken wegvalt, dat gezegd wordt dat we in 1892 Christelijk Gereformeerd "werden", en dat de vereniging van 1869 wordt overgeslagen, kan aan de schrijver nog vergeven worden. Maar van Christelijk Gereformeerd kan alleen doorverteld worden, dat je de straf van God oploopt, als je om een huwelijk Gereformeerd wordt, dat het de zwaardere groepen zijn, en dat het anderzijds naambelijders zijn (...).
De schrijver voert ergens in het boek ds. Van Minnen aan en nog wel in Delft. Maar hij geeft er wel een karikatuur aan. De ouderen onder ons hebben nog wel herinnering aan ds. J. G. van Minnen, ik persoonlijk ook wel. Ongelukkigerwijze heeft hij in 1952 onze kerken verlaten. Hij is ook wel in Delft teruggekeerd. Maar Oud-Gereformeerd is hij nooit geworden! Hij zou daar ook niet in gepast hebben! Het verhaal over de vreemde klederdracht klopt ook niet. Het verhaal van de urenlange dienst is een karikatuur, maar ook de inhoud van de preek.
Om u een indruk te geven van hoe ds. Van Minnen dan wél preekte, geef ik een eigen jeugdherinnering. Ik hoor hem nog uit de Schrift spreken. Er bestaan overbekende uitdrukkingen, die mensen, jonge mensen, kunnen doen schrikken en ze afhouden van het toegaan tot de troon van Gods genade. Van Minnen was en bleef ruim in de prediking van Gods beloften. In zijn hart bleef hij Christelijk Gereformeerd.

## Voetnoot
1. ↑  Latere drukken hanteren de spelling: "Jakobsladder".
2. ↑  De moeder van Adriaan noemt in het boek "tante Sjaan" haar achternicht. Dat is vreemd, want ze hebben dezelfde grootvader, dus ze zijn elkaars nicht.
3. ↑  Eigenlijk zijn achternicht.